# David Elm
David Elm (* 10. Januar 1983 in Broakulla, Kalmar län) ist ein schwedischer Fußballspieler. Der Stürmer, der mit Kalmar FF und IF Elfsborg jeweils einmal schwedischer Meister wurde, ist der Bruder der Nationalspieler Rasmus und Viktor Elm.

## Werdegang

### Durchbruch in Schweden
Elm spielte in der Jugend für Johansfors IF und Emmaboda IS. 2004 debütierte er an der Seite seines jüngeren Bruders Viktor für Falkenbergs FF in der Superettan. Dort etablierte sich der Stürmer als Stammspieler und nach zehn Toren in der Spielzeit 2006 folgte er seinem Bruder zu Kalmar FF, wo bereits mit Rasmus sein anderer Bruder aktiv war.
In der Allsvenskan war Elm zunächst nur Ergänzungsspieler und kam anfangs nur auf Kurzeinsätze, als er für die letzten Spielminuten eingewechselt wurde. Am 13. Spieltag, dem 11. Juli 2007, stand er beim 2:0-Heimsieg gegen Hammarby IF in Fredriksskans erstmals in der Startelf, wurde aber in der Halbzeit durch Daniel Petersson ersetzt. Bis zu seinem Tordebüt im schwedischen Oberhaus musste er bis zum 16. September 2007 warten, ehe ihm beim 2:2-Unentschieden gegen GAIS in der Schlussminute nach Vorarbeit seines Bruders Rasmus der Ausgleichstreffer gelang. In der Folge konnte er sich in der Startelf etablieren und stand auch beim Pokalfinale am 27. September gegen IFK Göteborg an der Seite seiner Brüder auf dem Feld. Durch einen 3:0-Erfolg nach Toren des zweifachen Torschützen César Santin und von Patrik Ingelsten gelang der erste Titelgewinn seiner Karriere.
In der Spielzeit 2008 hatte sich Elm endgültig als Stammkraft etabliert und trug mit sieben Toren in 27 Spielen zum Gewinn des Lennart-Johansson-Pokals für den schwedischen Meister bei. Im Pokalfinale nach Saisonende kam er als Einwechselspieler ab der 79. Minute zum Einsatz, musste aber gegen IFK Göteborg eine Niederlage im Elfmeterschießen hinnehmen. Auch in der folgenden Spielzeit kam er als Stammkraft bis Ende August zu 17 Ligaeinsätzen.

### Wechsel ins Ausland und Rückkehr nach Schweden
Kurz vor Ende der Transferperiode im Sommer 2009 verließ Elm sein Heimatland. Für eine nicht veröffentlichte Ablösesumme, die die Presse auf 500.000 £ taxierte, wechselte er in die Premier League, wo er beim FC Fulham einen Ein-Jahres-Kontrakt unterschrieb. Bis zu seinem Debüt in der höchsten englischen Spielklasse musste er bis zum Januar 2010 warten, als er bei der 0:2-Auswärtsniederlage gegen Tottenham Hotspur als Einwechselspieler für Bobby Zamora zum Einsatz kam. Anschließend kam er unregelmäßig zum Einsatz, dennoch überzeugte er Roy Hodgson von seinen Fähigkeiten. Im März unterschrieb er einen neuen Zwei-Jahres-Vertrag. Nachdem Hodgson den Klub zum Saisonende verlassen hatte, kam Elm unter dem neuen Trainer Mark Hughes nicht mehr zum Zug und stand an den Spieltagen meistens nicht einmal im Mannschaftskader.
Im Januar 2011 kehrte Elm schließlich nach Schweden zurück und unterzeichnete bei IF Elfsborg einen Vertrag mit fünf Jahren Laufzeit. In einem Interview gab er insbesondere familiäre Gründe an, die ihn bewogen das langfristige Angebot einem Angebot seines vormaligen Vereins Kalmar FF vorzuziehen. Während er zwischen Startformation und Ersatzbank schwankte, belegte er mit Elfsborg in der Allsvenskan 2011 den dritten Platz und qualifizierte sich so für den Europapokal. Auch in der folgenden Spielzeit setzte er sich trotz eines Trainerwechsels von Magnus Haglund zu Jörgen Lennartsson vor Saisonbeginn nicht dauerhaft durch, an der Seite von Jon Jönsson, Lasse Nilsson, Andreas Klarström und Stefan Ishizaki gewann er jedoch den zweiten Meistertitel seiner Karriere.
Bis zum Beginn der Wechselperiode im Sommer 2013 kam Elm lediglich zu neun Spieleinsätzen als Einwechselspieler, daraufhin kehrte er im August IF Elfsborg den Rücken und schloss sich seinem alten Klub Kalmar FF an. Dort unterzeichnete er einen langfristigen Vertrag bis Ende 2016. Bis zum Saisonende erzielte er in elf Spielen sechs Tore, damit platzierte sich der Klub als Tabellenvierter u. a. hinter dem Pokalsieger IFK Göteborg und rückte somit in den Europapokal.

## Erfolge
- Schwedischer Meister: 2008 (Kalmar FF), 2012 (IF Elfsborg)
- Schwedischer Pokalsieger: 2007 (Kalmar FF)